# Acacia richardsii
Acacia richardsii är en ärtväxtart som beskrevs av Bruce R. Maslin. Acacia richardsii ingår i släktet akacior, och familjen ärtväxter. Inga underarter finns listade i Catalogue of Life.